# ウゴリナヤ駅
ウゴリナヤ駅 (ウゴリナヤえき、ロシア語:Станция Угольная) は、ロシア連邦沿海地方ウラジオストクソヴェツキー地区にあるロシア鉄道の駅。シベリア鉄道上の駅で、遠距離寝台特急（ロシア号等）やエレクトリーチカ（近郊列車）、アエロエクスプレスの全列車が停車する。

## 歴史
- 1893年 - 「ラズエズド・30-я・ベルスタ駅」（ロシア語：Разъезд 30-я верста）として開業[1]。
- 1908年 - 駅名を「ウゴリナヤ」に改名。
- 1962年 - 電化[2]。
- 2012年7月 - アエロエクスプレス運行開始。停車駅となる。

## 駅構造
島式ホーム1面2線と単式ホーム1面1線の合計2面3線を有する地上駅。ホーム間と駅舎の移動は跨線橋を経由する。

### のりば
| ホーム | 列車                         | 行先                                                               | 備考 |
| ------ | ---------------------------- | ------------------------------------------------------------------ | ---- |
| 1      | エレクトリーチカ             | ウスリースク・スパッスク＝ダリニー・ルジノ・チハオケアンスカヤ方面 |      |
| 1      | 長距離列車                   | ハバロフスク・ソヴィエツカヤ・ガヴァニ・モスクワ方面               |      |
| 2      | エレクトリーチカ・長距離列車 | ウラジオストク方面                                                 |      |
| 3      | 未使用                       |                                                                    |      |

## 駅周辺
駅東側に集落があり、駅西側にはアムール湾に出ることができる。

## 隣の駅
ロシア鉄道
シベリア鉄道本線
ロシア号（1列車）、オケアン号（5列車）、099Э列車、351Э列車
ウスリースク駅 - ウゴリナヤ駅 - ウラジオストク駅
エレクトリーチカ（各駅停車）
アムールスキー・ザリーフ駅 - ウゴリナヤ駅 - ヴェセンニャ駅
ナホトカ支線
アエロエクスプレス
フタラヤ・レーチカ駅（シベリア鉄道本線直通） - ウゴリナヤ駅 - アルチョーム駅
エレクトリーチカ（各駅停車）
ヴェセンニャ駅（シベリア鉄道本線直通） - ウゴリナヤ駅 - ゲオロギツェスカヤ駅